# Titanomaquia (poema épico)

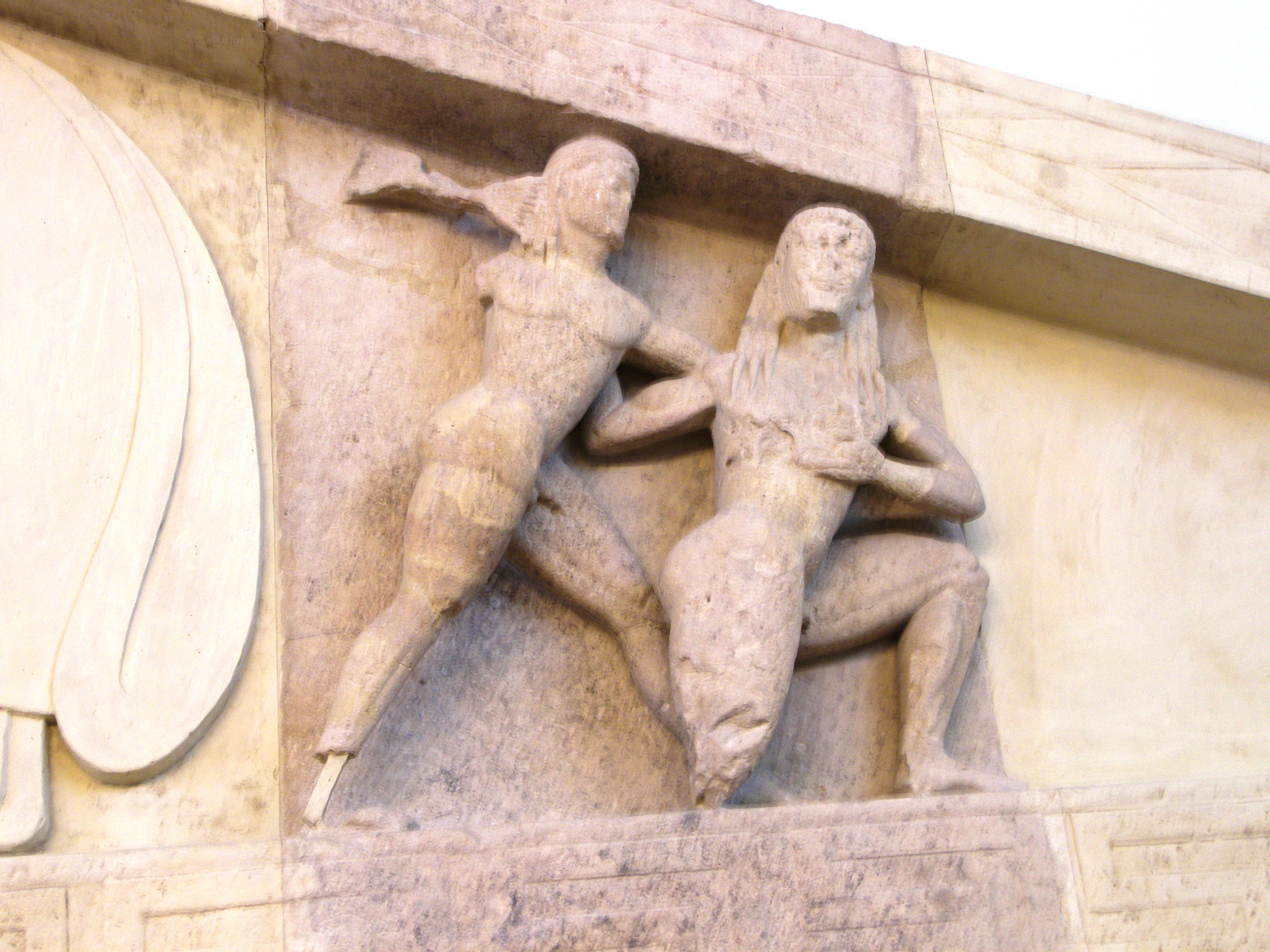
Posible Titanomaquia: Se representa a un Zeus imberbe lanzando un rayo contra un Titán arrodillado? (o Gigante?) en el frontón de Gorgona del Templo de Artemis en Corfú como se exhibe en el Museo Arqueológico de Corfú

La Titanomaquia (griego: Τιτανομαχία) es un poema épico perdido, el cual es parte de la mitología griega. Trata de la lucha que Zeus y sus hermanos, los dioses Olímpicos, tuvieron para derrocar a su padre Crono y su generación divina, los Titanes.

## Obra, autor y composición
El poema se atribuyó tradicionalmente a Eumelo de Corinto (siglo VIII a. C.), un bardo semi-legendario de la familia gobernante de los Baquíadas, en el arcaico Corinto, quien fue atesorado como el compositor tradicional del Prosodion, el himno procesional de la independencia de Mesene que se interpretaba en Delos. 
Incluso en la antigüedad varios autores citaron a la Titanomaquia sin un nombre de autor. M. L. West al analizar la evidencia concluye que el nombre de Eumelo se adjuntó al poema como el único nombre disponible. A partir de la evidencia muy irregular,  parece que el relato de "Eumelo" sobre la Titanomaquia difería del relato sobreviviente de la Teogonía de Hesíodo en puntos destacados. La fecha del siglo VIII a. C. para el poema no es posible; West atribuye una fecha a finales del siglo VII como la más temprana.
La Titanomaquia estuvo dividida en al menos dos libros. La batalla de los Olímpicos y los Titanes estuvo precedida por alguna clase de teogonía, o genealogía de los dioses primitivos, en la cual, el escritor bizantino Juan Lido remarcó, que el autor de la Titanomaquia sitúa el lugar de nacimiento de Zeus, no en Creta (actual Grecia), sino en Lidia, lo que debería significar en el Monte Sípilo (actual Turquía). 

## Fragmentos
A continuación se citarán los fragmentos supervivientes de la Titanomaquia, centrándose en su argumento:
Fragmento 1
La Titanomaquia es la primera parte del Ciclo Épico, que comienza con la unión mítica de Urano, el Cielo, y Gea, la Tierra, de la que nacieron seis hijos, los tres Centímanos y los tres Cíclopes. También se nos dice que Urano era hijo de Éter, pues todo procede efectivamente del Éter.
Fragmento 2
Hesíodo dice que Egeón es hijo de Urano y Gea. La misma persona es denominada Briareo, Egeón y Gíes indistintamente. Eumelo por su parte dice que Egeón es hijo de Gea y Ponto y que, residente en el mar, combatió junto a los titanes. También se añade que las celebérrimas columnas de Heracles pertenecen efectivamente a Egeón.
Fragmento 3
Los caballos de Helio y de las Horas eran dos machos y dos hembras. Los machos se llamaban Éoo y el llameante Étope; las hembras en cambio Bronte, el «trueno», y Estérope, el «relámpago».
Fragmento 4
Se nos habla acerca de que unos escamosos peces de oro juegan en el agua imperecedera. No se conoce el contexto.
Fragmento 5
Zeus, padre de dioses y hombres, danzaba en medio de los otros dioses, emulando la danza de guerra de los Curetes.
Fragmento 6
Quirón era un ser sabio, pues fue el primero en conducir a los mortales hacia la justicia tras enseñarles los juramentos y sacrificios apropiados para los dioses del Olimpo.
Fragmento 7
Crono se unió a Fílira en la forma de un caballo, y por eso Quirón participa en una naturaleza mixta de hombre y bestia. La esposa de Quirón fue Cariclo.
Fragmento 8
La Titanomaquia fue la primera obra en decir que Helio viaja por el horizonte en un caldero de oro.
Fragmento 9
Las manzanas de las Hespérides eran custodiadas por las Harpías, quienes eran las mismas que las ninfas Hespérides.
Fragmento 10
Siete eran las Pléyades, hijas de Atlante: la amable Taígete, Electra de ojos garzos, Alcíone, Astérope, Celeno, Mérope y Maya, quien en los montes de Cilene alumbró a Hermes, heraldo de los dioses.
Fragmento 11
Zeus amontonador de nubes estaba a punto de asaetear al titán cuando se alegró en sus entrañas al ver que era auxiliado por Febo.